# Herpetoglossa simplex
Espèce
Herpetoglossa simplex est une espèce de coraux appartenant à la famille des Fungiidae. Selon la base de données WoRMS, cette espèce n'est pas valide et correspond à Ctenactis crassa Dana, 1846.